# 新德沃里夫卡
47°26′27″N 36°58′1″E / 47.44083°N 36.96694°E
新德沃里夫卡（羅馬化：Novodvorivka）是位於烏克蘭東南部的村莊，由扎波羅熱州波洛希區的羅濟夫卡市鎮負責管轄。該村距離新姆利尼夫卡1公里，始建於1823年，面積0.92平方公里，海拔高度180米。